# علم النفس الثقافي التاريخي

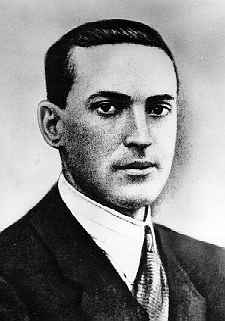
ليف فيجوتسكي

علم النفس الثقافي التاريخي (المعروف أيضًا باسم مدرسة فيجوتسكي, وعلم النفس الاجتماعي التاريخي ونظرية النشاط وعلم النفس الثقافي ونظرية النشاط الثقافي التاريخي ونظرية التطور الاجتماعي) هي نظرية في علم النفس أسسها ليف فيجوتسكي في نهاية عشرينيات القرن العشرين وتم تطويرها على يد طلابه ومؤيدي النظرية في أوروبا الشرقية وجميع أنحاء العالم.
ظهر علم النفس الثقافي التاريخي كاستجابة ثنائية ديكارتية ما بين العقل والجسم في الفلسفة وكمحاولة متعمدة حينئذ لإنشاء ثنائية جديدة في أبحاث علم النفس التي من شأنها التغلب على الموضوعية المحدودة في المدرسة السلوكية (واطسون) والذاتية في مطالعة النفس للعالمين فونت وجيمس وآخرين. ويركز هذا العلم على التنمية البشرية بحيث تنشط الادعاءات الوراثية حول وظيفة العقل، ويجب أن تكون هذه الادعاءات جزءًا من أو أساسًا لوحدة العلوم الإنسانية. وقد ظهر هذا العلم أيضًا بمجرد اضمحلال العصر الفضي أو عصر النهضة الروسي. وأكبر سمة مميزة لعلم النفس الثقافي التاريخي كانت ميله للمعرفة المتكاملة بالبشر عن طريق رسم مناهج ووسائل متباينة.
لقد افترض فيجوتسكي وزملاؤه مبدئيًا وجود شخصية غير تكيفية وآليات لتنمية الوظائف النفسية العليا (العقلية). ومن خلال تحديد الهدف الأساسي من الاستقصاء النفسي كدراسة موضوعية للوعي البشري، فقد بحث أعضاء مدرسة فيجوتسكي في دور الوسيط الثقافي مثل الكلمة والعلامة (فيجوتسكي) والرمز والأسطورة (لوسيف و ف. زينتشينكو) لتنمية الوظائف النفسية العليا وتطوير الشخصية والظاهراتية 'العليا'.
وكما يتباين البشر في معتقداتهم الثقافية، فإنهم يختلفون عن بعضهم البعض من الناحية النفسية.
وهناك سمة مميزة أساسية لعلم النفس الثقافي التاريخي وهي «السمات المميزة للفصائل الإنسانية المختلفة هي احتياجاتها وقدرتها على العيش في بيئات يغيرها نشاط الأعضاء السابقين من فصيلتهم. وهذا التحول وآليات انتقال هذه التحولات من جيل لآخر هو نتاج القدرة/النزعة البشرية لإيجاد واستخدام الأعمال الفنية - وجوانب العالم المادي التي يتعامل معها النشاط البشري على أنها أساليب للتنسيق مع البيئتين المادية والاجتماعية.» (كول 1995, صفحة 190) وبهذه الطريق أحدثت الأبحاث تأثيرها في تعلم القراءة والكتابة (كول وسكريبنر) والرياضيات (ساكس) خارج المدرسة التقليدية ومعرفة كيف أن التنمية المعرفية متضمنة في مكان وزمان معينين.